# 正九位
正九位（日语：／ Shōkui */?），為日本官階的一種。位於從八位之下、從九位之上。
正九位是明治時代初期太政官制之下，由明治2年（1869年）7月制定、同年8月22日實施的職員令頒佈的位階。正九位與神祇官官掌、民部省的史生相當。
位階制榮典敘位條例（明治20年勅令第10號）、位階令（大正15年勅令第325號）規定中沒有正、從九位。

## 外部連結
- 位階令 （日語） - 法令データ提供システム
- 官位相当表 （日語） - 国立国会図書館近代デジタルライブラリー